# Новый Пашур
Новый Пашур — деревня в Шарканском районе Удмуртской республики.

## География
Находится в центральной части Удмуртии на расстоянии приблизительно 14 км на запад по прямой от районного центра села Шаркан.

## История
Основана в 1845 году переселенцами из деревни Старый Пашур. В 1873 году отмечалась как деревня Верх-Бехтемир-Пурга малая (Курег-гурт) с 21 двором. В 1893 году стало 33 двора, в 1905 (Верх-Малый Бехтемир или Новый Пашур) — 40, в 1924 (уже деревня Пашур Новый)- 44. До 2021 года входила в состав Мувырского сельского поселения.

## Население
Постоянное население составляло 210 жителей (1873 год), 244 (1893, 228 удмуртов и 16 русских), 280 (1905), 264 (1924), 122 человека в 2002 году (удмурты 100 %), 94 в 2012.